# Heimari Dalur
Heimari Dalur ("hjemmedalen") er en dal på Eysturoy i Færøerne. Den ligger mellem bygden Fuglafjørður og den i 1980 grundlagte udflytterbygd Kambsdalur. Den er omgivet af fjorden mod øst, fjeldene Kambur i syd, Breiðáskarð mod vest og Gjógvaráfjall mod nord.

## Fuglafjørðurs dale

### Østdalene
- Ytri Dalur (også kaldet Kambsdalur)
- Heimari Dalur (også Breiðádalur)
- Innari Dalur (også Jøkladalur)

### Vestdalene
- Halgadalur
- Góðidalur

### Norddalene
- Flatirnar
- Hjarðardalur